# آرزو یانارداغ
آرزو یانارداغ (انگلیسی: Arzu Yanardağ؛ زادهٔ ۳۱ اوت ۱۹۷۷) بازیگر و مدل اهل ترکیه است.